# Rudolf Fettweis
Rudolf Fettweis (* 21. März 1882 in Eupen; † 9. August 1956 in Karlsruhe) war ein deutscher Elektroingenieur, badischer Baubeamter und später als Vorstandsmitglied des Badenwerks Manager in der Elektrizitätswirtschaft.

## Leben
Fettweis war der Sohn des Eupeners Wilhelm Rudolph Fettweis (* 1838) und der Hubertine Berners (1848–1919) sowie Vetter des Mathematikers Ewald Fettweis. Rudolf Fettweis studierte zwischen 1902 und 1907 an der Technischen Hochschule Hannover und an der Technischen Hochschule Darmstadt. Er legte 1907 die Diplom-Hauptprüfung ab und arbeitete danach bei der AEG in Berlin und für die Siemens-Schuckertwerke GmbH in Köln und Aachen.
Fettweis war ab 1. Mai 1913 bei der Großherzoglich Badischen Oberdirektion des Wasser- und Straßenbaus in der neu geschaffenen Abteilung für Wasserkraft und Elektrizität tätig. Hier war er am Bau der ersten Ausbaustufe des Murgwerks bei Forbach (Murgtalsperre und Ausgleichsbecken Forbach) und an den Stromverteilungsanlagen in Baden beteiligt. Nach der Gründung des Unternehmens Badische Landes-Elektrizitäts-Versorgung AG (später Badenwerk AG) am 6. Juli 1921 wurde Fettweis in den Vorstand berufen. Unter seiner Leitung wurde das Schwarzenbachwerk gebaut und das Murgwerk in Forbach erweitert. Ihm zu Ehren wurde das Forbacher Kraftwerk später in Rudolf-Fettweis-Werk umbenannt.

## Auszeichnungen
- 1947: Ehrensenator der Technischen Hochschule Karlsruhe
- 1950: Ehrendoktorwürde der Technischen Hochschule Karlsruhe (als Dr.-Ing. E. h.)
- 1952: Großes Verdienstkreuz der Bundesrepublik Deutschland